# Phare de Ten Pound Island
Le phare de Ten Pound Island (en anglais : Ten Pound Island Light) est un phare actif situé sur Ten Pound Island près de Gloucester dans le Comté d'Essex (État du Massachusetts).
Il est inscrit au Registre national des lieux historiques depuis le 4 août 1988 .

## Histoire
La première station a été établie en 1821 sur Ten Pound Island, une petite île du port de Gloucester. La tour actuelle, construite en 1881, a remplacé la première tour en pierre. Elle est la seule partie restante de la station qui comprenait aussi une maison de gardien, démolie en 1956 et un bâtiment à carburant qui a été restauré en 1995.. L'île abritait en outre une écloserie de poissons et une station aérienne pour les hydravions de la Garde côtière.
Le phare a été désactivé en 1956 et réactivé en 1989. La lentille de Fresnel originale de 5e ordre se trouve maintenant au Maine Lighthouse Museum  de Rockland.
Le phare a été restauré grâce aux efforts de la Lighthouse Preservation Society en 1989. Ce phare était familier des peintures de Winslow Homer, qui a embarqué avec le gardien pour l'été 1880, et aussi de Fitz Henry Lane.

## Description
Le phare  est une tour cylindrique en fonte, avec une galerie et une lanterne de 9 m de haut. La tour est peinte en blanc et la lanterne est noire. Son feu isophase émet, à une hauteur focale de 17,5 m, un long éclat rouge de 3 secondes par période de 6 secondes. Sa portée est de 5 milles nautiques.
Il est aussi équipé d'une corne de brume émettant deux blasts par période de 20 secondes.

## Caractéristiques dufeu maritime
Fréquence : 6 secondes (R)
- Lumière : 3 secondes
- Obscurité : 3 secondes

Identifiant : ARLHS : USA-839 ; USCG : 1-9895 - Amirauté : J0284 .
|                     |
| Le phare avant 1881 |

|          |
| Le phare |

### Lien connexe
- Liste des phares du Massachusetts